# Кравчанка Сергій Всеволодович
Сергій Всеволодович Кравченко (біл. Сяргей Усеваладавіч Краўчанка; *13 травня 1949, Мінськ — †30 червня 2014) — білоруський актор. Заслужений артист Республіки Білорусь (2001).

## Біографія
У 1971 році закінчив театральний факультет Білоруського державного театрально-мистецького інституту за спеціальністю «Актор драми та кіно» (курс У. А. Маланкіна). Працював у Національному академічному театрі імені Янки Купали з 1971 по 2014.
Серед найкращих ролей: Федір («Старий Новий рік» М. Рощина), Перто («Характери» В. Шукшина), Данилко («Розкидане гніздо» Янки Купали), Драгун («Поріг» Аю Дударова), Арнольд («Шрами» Я. Шабана), Люнгстран («Жінка з моря» Генріка Ібсена), Машу («Місьє Амількар, або Людина, що платить» І. Жаміяка), Бачана («Закон вічності» Н. Думбадзе), Гайдук («Ідилія» В. Дуніна-Марцинкевича), Захар («Останній шанс» В. Бикова), Медведенко («Чайка» Антона Чехова), Корицин («Життя Корицина» А. Попової), Парадоксоліст («З нагоди мокрого снігу» Федора Достоєвського), Нещасливцев («Ліс» А. Островського), Дамаш («Князь Вітовт» А. Дударова), Тесей («Сон літньої ночі» Вільяма Шекспіра), Растанєв («Вічний Фома» У. Бутрамєєва за Ф. Достоєвським), Монс/Нільс Юленшерн («Ерік XIV» Августа Стріндберга), Дункан («Макбет» Вільяма Шекспіра), Панталоне дей Бізаньєзі («Слуга двох господарів» К. Гальдоні), Батько («Пригоди Зорянки та Янки» В. Білової).